# Halowe Mistrzostwa Polski Seniorów w Lekkoatletyce 1983
24. Halowe Mistrzostwa Polski Seniorów w Lekkoatletyce – zawody sportowe, które rozegrano 19 i 20 lutego 1983 w Zabrzu w hali Górnika.
Mistrzostwa w wielobojach zostały rozegrane w tym samym terminie w Warszawie, w hali AWF, a w skoku o tyczce 20 lutego w hali warszawskiej AWF. Wyniki w tych konkurencjach podane są łącznie z innymi w tabeli poniżej.

## Rezultaty

### Mężczyźni
| Konkurencja:              | 1. miejsce                            | Rezultat  | 2. miejsce                          | Rezultat  | 3. miejsce                             | Rezultat  |
| Bieg na 60 m              | Arkadiusz Janiak Calisia Kalisz       | 6,69      | Marian Woronin Legia Warszawa       | 6,73      | Krzysztof Zwoliński Victoria Racibórz  | 6,82      |
| Bieg na 200 m             | Czesław Prądzyński Bałtyk Gdynia      | 21,39     | Zenon Licznerski Legia Warszawa     | 21,54     | Eugeniusz Krawsz AZS Gorzów            | 21,76     |
| Bieg na 400 m             | Jarosław Marzec Budowlani Szczecin    | 48,24     | Jan Pawłowicz Flota Gdynia          | 48,52     | Zbigniew Rytel Gwardia Olsztyn         | 49,03     |
| Bieg na 800 m             | Marek Koza Górnik Wałbrzych           | 1:50,13   | Krzysztof Prądzyński Oleśniczanka   | 1:50,81   | Stanisław Rzeźniczak RKS Radomsko      | 1:50,95   |
| Bieg na 1500 m            | Grzegorz Basiak Zawisza Bydgoszcz     | 3:47,92   | Tadeusz Ławicki Śląsk Wrocław       | 3:48,16   | Stanisław Włuczkowski Górnik Brzeszcze | 3:48,38   |
| Bieg na 3000 m            | Tadeusz Ławicki Śląsk Wrocław         | 8:08,68   | Wiesław Furmanek Hutnik Kraków      | 8:10,40   | Wiesław Perszke Zawisza Bydgoszcz      | 8:12,60   |
| Bieg na 60 m przez płotki | Romuald Giegiel AZS Warszawa          | 7,73      | Krzysztof Płatek AZS Wrocław        | 7,92      | Wojciech Zawiła Wawel Kraków           | 7,98      |
| Chód na 10 000 m          | Zdzisław Szlapkin Olimpia Poznań      | 41:53,3   | Grzegorz Ledzion Flota Gdynia       | 42:45,2   | Stanisław Rola Polonia Warszawa        | 43:00,9   |
| Skok wzwyż                | Dariusz Biczysko Lubtour Zielona Góra | 2,27      | Dariusz Zielke AZS Gdańsk           | 2,24      | Mirosław Włodarczyk AZS Kraków         | 2,24      |
| Skok o tyczce             | Tadeusz Ślusarski Skra Warszawa       | 5,55      | Władysław Kozakiewicz Bałtyk Gdynia | 5,55      | Marian Kolasa Bałtyk Gdynia            | 5,50      |
| Skok w dal                | Andrzej Klimaszewski Legia Warszawa   | 7,89      | Zbigniew Matoga Górnik Zabrze       | 7,64      | Stanisław Jaskułka AZS Warszawa        | 7,60      |
| Trójskok                  | Zdzisław Hoffmann Śląsk Wrocław       | 16,25     | Stanisław Oporski Gwardia Warszawa  | 16,15     | Krzysztof Choiński Górnik Zabrze       | 15,81     |
| Pchnięcie kulą            | Eugeniusz Bałło Górnik Zabrze         | 19,42     | Helmut Krieger Chemik Kędzierzyn    | 18,61     | Benedykt Michałowski Gryf Słupsk       | 16,21     |
| Siedmiobój                | Dariusz Ludwig Bałtyk Gdynia          | 5597 pkt. | Maciej Jędral BKS Bydgoszcz         | 5411 pkt. | Andrzej Langowski AZS Gdańsk           | 5340 pkt. |

### Kobiety
| Konkurencja:              | 1. miejsce                           | Rezultat  | 2. miejsce                              | Rezultat  | 3. miejsce                        | Rezultat |
| Bieg na 60 m              | Aleksandra Majewska MKS Gdańsk       | 7,52      | Iwona Pakuła Legia Warszawa             | 7,56      | Bernarda Ligęza Hutnik Kraków     | 7,64     |
| Bieg na 200 m             | Ewa Kasprzyk Olimpia Poznań          | 24,36     | Halina Szczepaniak Łódzki Klub Sportowy | 25,01     | Jolanta Janota Start Katowice     | 25,14    |
| Bieg na 400 m             | Ewa Piasek Skra Warszawa             | 54,08     | Grażyna Oliszewska Lubtour Zielona Góra | 55,59     | Anna Maniecka Wawel Kraków        | 57,77    |
| Bieg na 800 m             | Wanda Stefańska Gwardia Warszawa     | 2:04,97   | Ewa Głódź AZS Wrocław                   | 2:06,56   | Brygida Bąk Chemik Kędzierzyn     | 2:06,86  |
| Bieg na 1500 m            | Stanisława Cych Śląsk Wrocław        | 4:24,41   | Wanda Panfil Lechia Tomaszów Maz.       | 4:24,98   | Ewa Szydłowska Piast Gliwice      | 4:25,85  |
| Bieg na 60 m przez płotki | Danuta Wołosz Gwardia Warszawa       | 8,28      | Jadwiga Kaźmierska Skra Warszawa        | 8,61      | Jolanta Laszuk AZS Biała Podlaska | 8,65     |
| Chód na 5000 m            | Agnieszka Wyszyńska Górnik Wałbrzych | 24:55,9   | Katarzyna Figurowska Lechia Gdańsk      | 25:08,8   | Lucyna Rokitowska AZS Katowice    | 25:11,9  |
| Skok wzwyż                | Danuta Bułkowska AZS Wrocław         | 1,83      | Jolanta Komsa Legia Warszawa            | 1,83      | Elżbieta Rosiak Gwardia Olsztyn   | 1,83     |
| Skok w dal                | Ewa Śliwa Start Łódź                 | 6,13      | Elżbieta Karlicka Skra Warszawa         | 5,74      | Grażyna Łoś Start Łódź            | 5,70     |
| Pchnięcie kulą            | Danuta Gwardecka Gwardia Warszawa    | 15,55     | Bogumiła Suska AZS Wrocław              | 14,77     | Małgorzata Nowak Gwardia Warszawa | 14,71    |
| Pięciobój                 | Ewa Karolczyk AZS Łódź               | 4075 pkt. | Lidia Bierka Gryf Słupsk                | 3975 pkt. | Małgorzata Lisowska AZS Warszawa  | 3950 pkt |